# Jean de Malet
Pour les articles homonymes, voir Malet.
Jean, baron de Malet (30 mai 1753, Allemans - 1er juillet 1849, Bordeaux), est un magistrat et homme politique français.

## Biographie
Fils de Bertrand Malet, lieutenant particulier au sénéchal de Périgueux, et de Marie-Anne Descombes de Savignac, il fut, sous l'Ancien Régime, conseiller au parlement de Bordeaux. Maire de Sorges, puis président de canton, membre du collège électoral de son département, il fut créé baron de l'Empire le 29 septembre 1809, et fut appelé, le 10 août 1810, par le choix du Sénat conservateur, à représenter la Dordogne au Corps législatif, où il siégea jusqu'en 1815. A la réorganisation des cours et des tribunaux, il fut nommé (avril 1811) conseiller à la cour impériale de Bordeaux; il conserva ce poste sous la Restauration.

## Sources
- « Jean de Malet », dans Adolphe Robert et Gaston Cougny, Dictionnaire des parlementaires français, Edgar Bourloton, 1889-1891 [détail de l’édition]